# Iglesia de Santa Margarita de Antioquía (Kopčany)
La Iglesia de Santa Margarita de Antioquía (en eslovaco: Kostol svätej Margity Antiochijskej), cerca de Kopčany, Eslovaquia, es una de las iglesias que aún se conservan cuyo origen está en la Gran Moravia. Es una de las más antiguas de Eslovaquia. La iglesia se construyó probablemente en el siglo IX o en el X y se menciona por primera vez en 1329. Se usó hasta el siglo XVIII cuando se erigió una nueva ciudad en el pueblo de Kopčany.

## Descripción
La iglesia es originalmente un edificio prerrománico. Es una iglesia de una sola nave, con un cancel rectangular al este. Recientes excavaciones han mostrado que la iglesia original tenía un nártex rectangular en el extremo oeste de la iglesia, y continúa una gran tumba de la figura fundacional de la iglesia. Cuando se cerró el nártex, se insertó el arco gótico que formaba la entrada en el extremo occidental.
Desde 1995, la iglesia ha sido protegida como parte del patrimonio cultural eslovaco. El exterior de la iglesia es accesible al público. Se alza en un campo al este de Kopčany y queda aproximadamente a 1,6 km del principal lugar de la Gran Moravia en Mikulčice, que está al otro lado del río Morava. Se llega por carretera y queda bastante cerca de las ruinas de un edificio de los siglos XVI-XVII que puede haber sido una granja o una mansión.

## Historia de la investigación
La pequeña iglesia cerca de la frontera checoslovaca ha sido considerada durante mucho tiempo una capilla barroca y su datación ha tenido un desarrollo problemático. La primera investigación arquitectónica de la iglesia se llevó a cabo en 1964 y refinó la datación al período gótico. En 1996, Viktor Ferus publicó una hipótesis sobre el origen granmoravo de la iglesia. Durante investigaciones en 2004, se encontraron en el exterior de la iglesia tres tumbas y joyería de la época de la Gran Moravia. La posición de las tumbas ya respetaban la posición de la iglesia y las tumbas contenían mortero del edificio y forma de fragmentos indica que se originan de la fase de construcción y no de destrucción posterior. En aquella época, se consideraba que era el único edificio de la Gran Moravia en la República Checa o Eslovaquia. El principal desafío es validar si el mortero pudo introducirse en el horizonte más antiguo mientras se excavaban tumbas más modernas. En 2013, un colectivo de autores analizaron una pieza de madera del edificio mediante dendrocronología, declarando que se puede remontar al 951 lo que traslada la fase de construcción a la segunda parte del siglo X, entre la caída de la Gran Moravia y la fundación del reino de Hungría. Ninguno de estos resultados son universalmente aceptados y están sujetos a verificaciones posteriores.
Actualmente, la investigación arqueológica se centra en la reconstrucción del paisaje histórico y sus asentamientos. También en esta época la iglesia pasó por obras de restauración y se ha quitado el antiguo enlucido de las paredes. Esto ahora muestra que las dos ventanas con arcos del lado norte de la nave son originales mientras que las ventanas del lado sur fueron alteradas en el posterior período románico.

## Galería
| - Iglesia de Santa Margarita de Antioquía, Kopčany, Eslovaquia - Lado septentrional con las ventanas originales - Lado septentrional con ventanas con arcos originales con clave - Ventana original con clave triangular - Arco gótico en el extremo occidental con trazas de la ventana original por arriba - Extremo occidental y arco gótico con ventana original por encima - Perfil del nártex revelado por las excavaciones - Losas en el exterior de la iglesia mostrando la posición de las tumbas de los siglos IX-X - Ventanas al sur de la nave mostrando alteraciones y trazas de una ventana anterior - Ventanas meridionales en la nave y presbiterio - Ventana oriental en la nave |